# Matthew Whichelow
Matthew Robert Whichelow (Londra, 28 settembre 1991) è un calciatore montserratiano con cittadinanza britannica, di ruolo centrocampista.

## Carriera

### Club
Ha giocato tra la seconda e la settima serie inglese.

### Nazionale
Nel 2019, ha esordito con la nazionale montserratiana.

## Statistiche

### Cronologia presenze e reti in nazionale
| Cronologia completa delle presenze e delle reti in nazionale ― Montserrat | Cronologia completa delle presenze e delle reti in nazionale ― Montserrat | Cronologia completa delle presenze e delle reti in nazionale ― Montserrat | Cronologia completa delle presenze e delle reti in nazionale ― Montserrat | Cronologia completa delle presenze e delle reti in nazionale ― Montserrat | Cronologia completa delle presenze e delle reti in nazionale ― Montserrat | Cronologia completa delle presenze e delle reti in nazionale ― Montserrat | Cronologia completa delle presenze e delle reti in nazionale ― Montserrat |
| Data                                                                      | Città                                                                     | In casa                                                                   | Risultato                                                                 | Ospiti                                                                    | Competizione                                                              | Reti                                                                      | Note                                                                      |
| ------------------------------------------------------------------------- | ------------------------------------------------------------------------- | ------------------------------------------------------------------------- | ------------------------------------------------------------------------- | ------------------------------------------------------------------------- | ------------------------------------------------------------------------- | ------------------------------------------------------------------------- | ------------------------------------------------------------------------- |
| 15-10-2019                                                                | Santo Domingo                                                             | Rep. Dominicana                                                           | 0 – 0                                                                     | Montserrat                                                                | CONCACAF Nations League 2019-2020 - Fase a gironi                         | -                                                                         |                                                                           |
| 16-11-2019                                                                | San Salvador                                                              | El Salvador                                                               | 1 – 0                                                                     | Montserrat                                                                | CONCACAF Nations League 2019-2020 - Fase a gironi                         | -                                                                         |                                                                           |
| 19-11-2019                                                                | Gros Islet                                                                | Saint Lucia                                                               | 0 – 1                                                                     | Montserrat                                                                | CONCACAF Nations League 2019-2020 - Fase a gironi                         | -                                                                         |                                                                           |
| 24-3-2021                                                                 | Willemstad                                                                | Antigua e Barbuda                                                         | 2 – 2                                                                     | Montserrat                                                                | Qual. Mondiali 2022                                                       | -                                                                         |                                                                           |
| 29-3-2021                                                                 | Willemstad                                                                | Montserrat                                                                | 1 – 1                                                                     | El Salvador                                                               | Qual. Mondiali 2022                                                       | -                                                                         |                                                                           |
| Totale                                                                    |                                                                           | Presenze                                                                  | 5                                                                         |                                                                           | Reti                                                                      | 0                                                                         |                                                                           |